# María del Carmen García Lasgoity
María del Carmen García Lasgoity   (Madrid, 1911 - Madrid, 16 de desembre de 2002) fou una actriu espanyola, membre del grup de teatre universitari La Barraca creat per Federico García Lorca. Va patir la Repressió Franquista i va viure exiliada a França, Argentina, Xile i el Perú. Tornà a Espanya el 1954 quan el govern decretà una Amnistia.

## Biografia
Nascuda en el si d'una família de classe mitjana, el pare era un home de negocis que va conèixer la seva esposa a l'Uruguai, país on es van casar. Traslladats a Madrid, María del Carmen va estudiar a l'Instituto Escuela. El 1931 Federico García Lorca buscava actors per organitzar una companyia de teatre universitari. Va assistir a la representació de Estragos de amor y celos de Juan Valera, a càrrec dels alumnes de l'institut, i li va agradar l'actuació de Maria del Carmen que feia de protagonista, la va voler conèixer i ràpidament fou seleccionada per formar part de La Barraca, que comptava amb el suport del ministre Fernando de los Rios Urruti, i tenia la missió de portar el teatre, amb criteris pedagògics i renovadors, pels pobles i ciutats d'Espanya.
Matriculada a la carrera de Filosofia i Lletres, la primera setmana de Juny de 1932 el grup va començar els assajos a l'Auditori de la Residencia de Estudiantes i a la Residencia de Señoritas. El 10 de juliol, els estudiants-actors, denominats els Barracos, amb dos camions Chevrolet, vestits amb granota blava i una insígnia que representava una caràtula sobre una roda de carro, dissenyada pel pintor Benjamín Palencia, van plantar la tarima i els decorats a la plaça major de Burgo de Osma, debutant amb l'entremès de Cervantes La cueva de Salamanca. Maria del Carmen García Lasgoity fou la primera en aparèixer a escena al aixecar el teló.
La germana de Federico, Isabel García Lorca, Julita García Lasgoity, el pintor José Caballero, els germans Modesto Higueras i Jacinto Higueras i molts altres artistes es van afegir al projecte. La filosofia del grup era que totes les tasques havien de ser voluntàries, gratuïtes i compartides. Maria del Carmen s'ocupà del manteniment del vestuari i dels baguls Les gires van continuar amb gran èxit amb obres de Teatre clàssic, Titelles, Farses, Actes-sacramentals i lectures de poemes. Malgrat tot, el 1933 quan les dretes van assolir el poder, no sempre foren ben rebuts, la premsa reaccionària els acusà d'immoralitat i de judeo-marxisme, en alguns pobles foren escridassats i van perdre la subvenció.
Des de la seva creació fins al començament de la Guerra civil, la Barraca va representar un total de 13 obres en 74 poblacions arreu d'Espanya i nord d'África, destacant les estades a la Universitat Internacional d'Estiu de Santander, on van tenir la oportunitat de coincidir amb Jorge Guillen, Pedro Salinas, Dámaso Alonso, Vicente Aleixandre, Rafael Alberti i altres importants poetes de la Generació del 27.
El 1934 arràn dels tràgics esdeveniments de la Revolució d'Astúries, Federico García Lorca, molt afectat, va declinar continuar dirigint la Barraca i va delegar en Eduardo Ugarte, a Maria del Carmen li va confiar el preuat teatret de titelles, que li havien regalat uns amics durant l'estada a l'Argentina.
La Guerra Civil i l'afusellament de Federico García Lorca, van suposar la fí de La Barraca. Maria del Carmen va treballar per la Federació Universitaria Espanyola (FEU) en colònies de nens refugiats. Més tard, a causa dels bombardejos, es van traslladar a Cullera. També treballà en el servei de trasllat i registre de la Pinacoteca del Duc d'Alba a València, on 3 de juliol de 1937 amb motiu de la clausura del II Congrés Internacional d'Escriptors Antifeixistes, va actuar en la representació de Mariana Pineda, en homenatge a Federico García Lorca.
Els avatars de la guerra la van portar Barcelona, on va contraure matrimoni amb Jesús Prados Arrarte, catedràtic, economista i membre de l'Estat Major, Republicà, condecorat amb la Medalla del Deure, que li fou concedida pel Govern a petició del general Vicent Rojo.
El setembre de 1938 estant embarassada es va traslladar a Tolosa de Llenguadoc, i allà va néixer el seu primer fill. El febrer de 1939 Jesús Prados amb les restes de l'Exèrcit Republicà, va passar la frontera i fou internat en un Camp de concentració francès. Un cop alliberat es van traslladar a París on van poder contactar amb Pablo Neruda, ambaixador de Chile a França, que els va allotjar a casa seva, juntament amb Rafael Alberti i María Teresa León.
El setembre de 1939 a l'inici de la Segona Guerra Mundial, essent apàtrides, el mateix Neruda els va proveir d'unes Cèdules Consulars Chilenes que els van permetre viatjar i establir-se a l'Argentina, on van sojornar durant dotze anys i va néixer la segona filla. Jesús Prados impartí classes a la Universitat i publicà diversos llibres d'economia. Quan es van crear les Nacions Unides, fou contractat per treballar a la CEPAL a Santiago de Chile, fins que el 1954 aprofitant una llei d'amnistia van decidir tornar a Espanya. Paulatinament també van arribar antics coneguts, com ara, José Bergamín, Gustavo Pittaluga, Arturo Soria amb quals es relacionaven assíduament, mantenient la comunicació epistolar amb Rafael Alberti i Pablo Neruda.
El 1957 Jesus Prados fou nomenat professor d'economia a la Facultat de Ciències Polítiques de Madrid i més tard fou cridat a la Universitat de Salamanca. El 1962 arràn de la seva participació en la primera trobada d'exiliats republicans, que l'estat espanyol va definir com a Contuberni de Múnic, davant el perill de ser empresonat, va quedar desterrat a París, fins que fou novament contractat per les Nacions Unides per treballar al Perú, on va viatjar acompanyat de María del Carmen García Lasgoity, en el que seria el seu quart exili.
Després de la mort de Francisco Franco, Jesús Prados va poder reincorporar-se la càtedra d'economia i fou un prolífic escriptor i assagista. El 1981 fou nomenat membre de la Real Académia Española. Va morir el 1983
María del Carmen García Lasgoity va participar al llarg dels anys en diversos actes de divulgació històrica del projecte de La Barraca i en homenatges a Federico García Lorca, Va morir el 16 de desembre de 2002